# 52 км (зупинний пункт, Придніпровська залізниця)
Платформа 52 км — пасажирський залізничний зупинний пункт Дніпровської дирекції Придніпровської залізниці на електрифікованій лінії Кам'янське — Самар-Дніпровський між станціями Кам'янське (10 км) та Балівка (19 км). Розташований на правому березі річки Дніпро між Дніпровським районом міста Кам'янське та селищем Курилівка Дніпропетровської області.

## Пасажирське сполучення
До березня 2020 року через зупинний пункт по вихідним дням курсувала одна пара приміських електропоїздів сполученням Дніпро — Балівка (у вихідні дні). Наразі пасажирське сполучення припинено на невизначений термін. 

## Подія
1 квітня 2018 року, о 08:16, на Платформі 52 км приміський електропоїзд сполученням Дніпро — Балівка зупинила група людей з 25—30 чоловік. Невідомі повідомили машиністу, що будуть тримати електропоїзд протягом 15 хвилин для того, щоб його розфарбувати, після чого зникли з місця події.